# Apostolisches Vikariat San Ramón
Das Apostolische Vikariat San Ramón (lat.: Apostolicus Vicariatus Sancti Raymundi; span.: Vicariato Apostólico de San Ramón) ist ein im Nordosten Perus gelegenes römisch-katholisches Apostolisches Vikariat mit Sitz in San Ramón in der Provinz Chanchamayo.

## Geschichte
Das Apostolische Vikariat San Ramón wurde am 2. März 1956 errichtet, als das den Franziskanern anvertraute Apostolische Vikariat San Francisco de Ucayali in die Apostolischen Vikariate Pucallpa, Requena und San Ramón aufgeteilt wurde.

## Apostolische Vikare von San Ramón
- León Bonaventura de Uriarte Bengoa OFM, 2. März 1956 bis 19. Januar 1970
- Luis María Blas Maestu Ojanguren OFM, 11. März 1971 bis 24. Januar 1983
  - Apostolischer Administrator: Daniel Córdova Guzmán OFM, 24. Januar 1983 bis 30. März 1987
- Julio Ojeda Pascual OFM, 30. März 1987 bis 11. März 2003
- Gerardo Antonio Zerdín Bukovec OFM, seit 11. März 2003